# Aïssatou Tounkara
Aïssatou Tounkara (París, 16 de marzo de 1995) es una futbolista francesa. Juega como defensa en el Paris Saint-Germain de la Division 1 Féminine de Francia. También es internacional con la selección absoluta de Francia.
El Informe técnico de la UEFA del Mundial Sub-20 de 2014 la definió como "espigada y fuerte, destaca en el uno a uno en la defensa".

## Trayectoria

### Categorías inferiores
Tounkara empezó a jugar al fútbol en el Buttes Chaumont FC, donde permaneció hasta 2008 para jugar en las categorías inferiores del Football Féminin Issy-les-Moulineaux en la División Juvenil. En 2010 Tounkara fichó por el FCF Juvisy, cuyo primer equipo jugaba en la primera división francesa.

### FCF Juvisy  / Paris FC

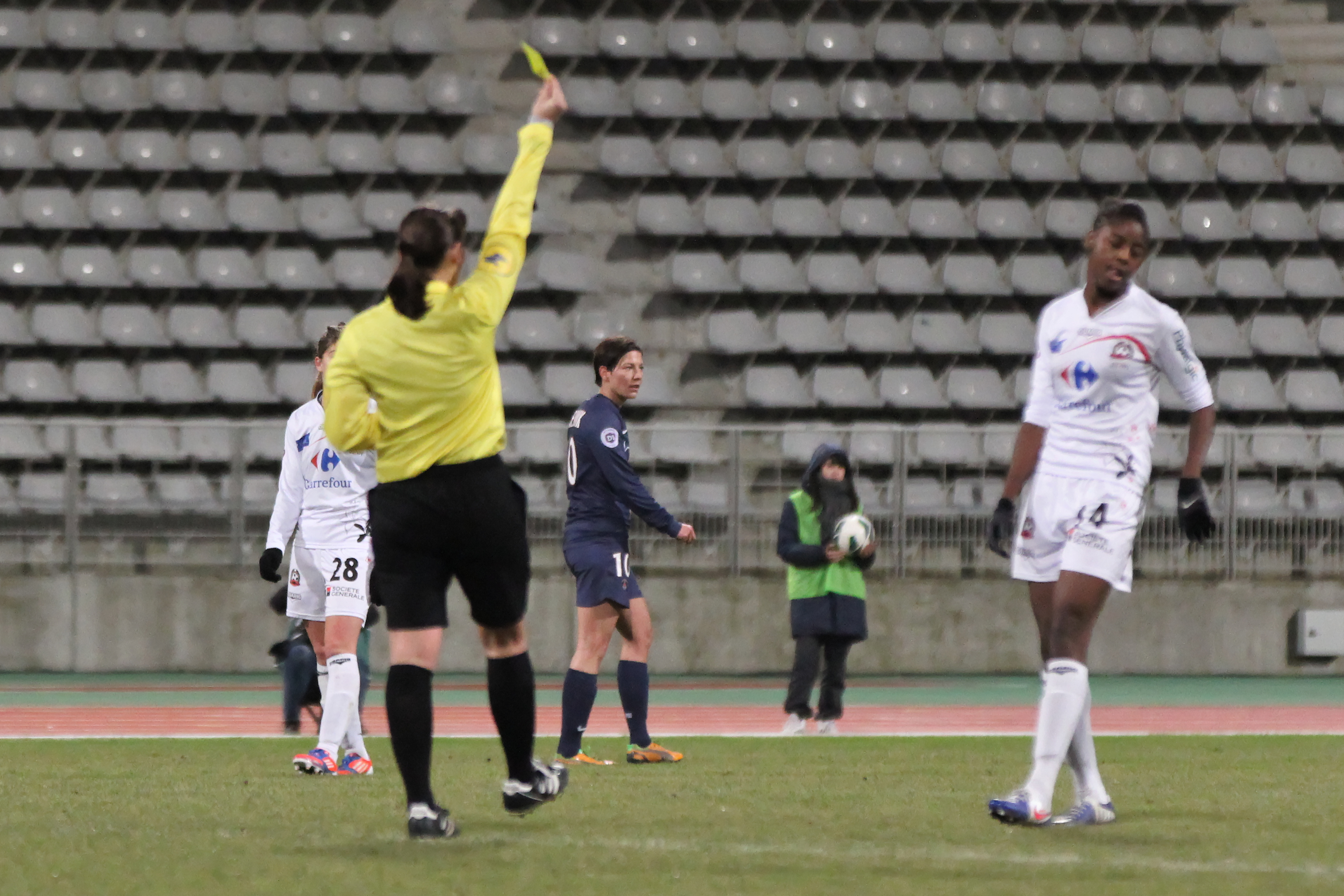
Tounkara ve una tarjeta amarilla en un PSG-Juivisy de 2012

Tounkara jugó en las categorías inferiores del FCF Juvisy. El 6 de noviembre de 2011 jugó su primer partido con el primer equipo en la octava jornada de liga, encuentro que vencieron por un gol a cero ante el Paris Saint-Germain. Esa temporada disputó 3 partidos con el primer equipo mientras seguía jugando habitualmente en la categoría sub-19.
En las temporadas 2012-13 y 2013-14 siguió alternando partidos con el primer equipo y la sub-19, llegando a jugar las semifinales de la Liga de Campeones en 2013, y marcando su primer gol en liga el 30 de marzo de 2014 ante el Saint-Etienne. A partir de 2014 se asentó como jugadora regular del primer equipo. 
El 6 de julio de 2017 el Paris CF compró al Juvisy para que pasase a ser su sección femenina.
Empezó siendo suplente en la temporada 2017-18 pero en diciembre logró volver a jugar como titular en el equipo. El 7 de marzo de 2018 Tounkara sufrió una doble fractura de tibia y peroné en su pierna izquierda mientras jugaba con su selección.

### Atlético de Madrid

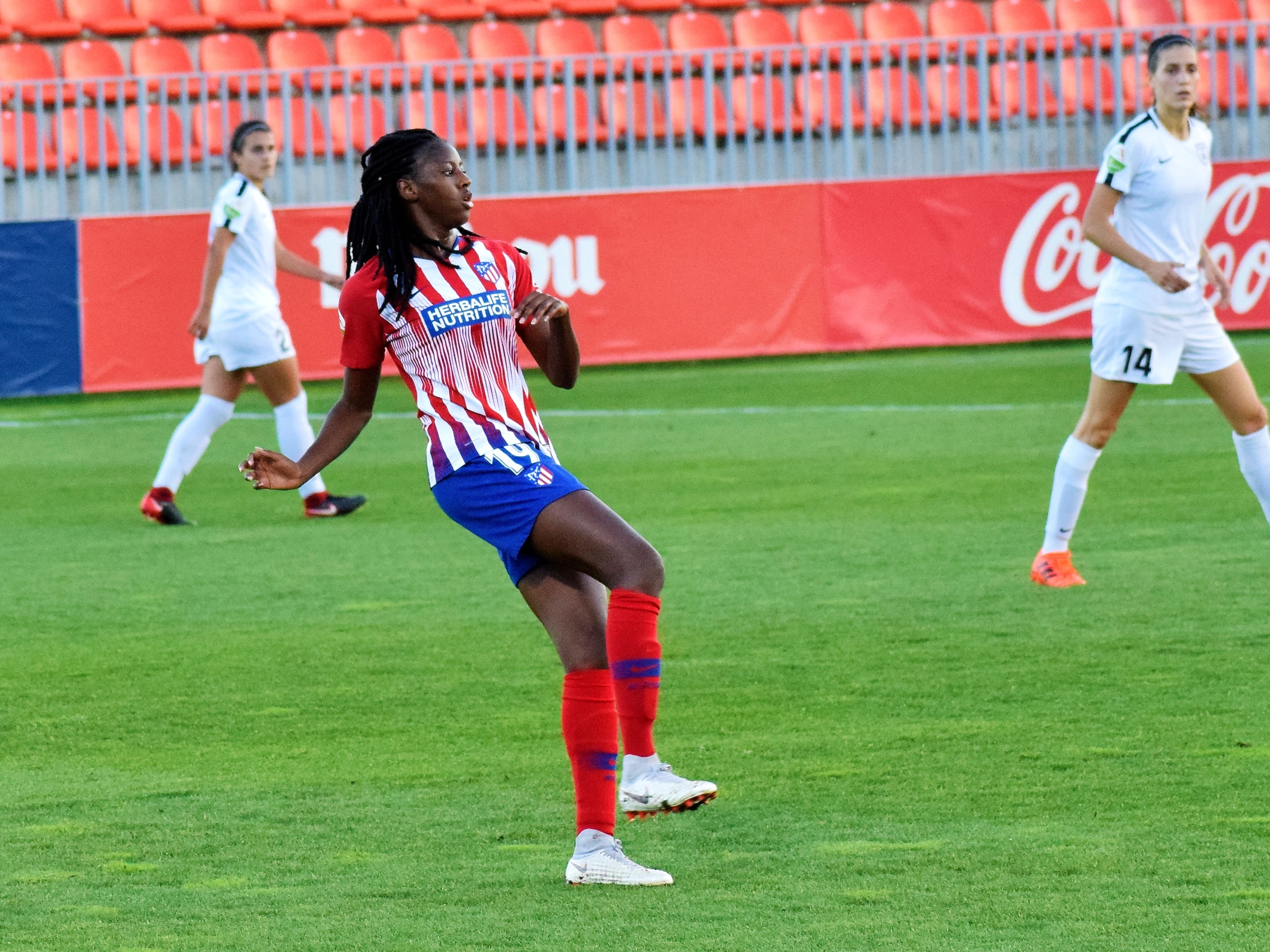
Tounkara da un pase con el Atlético de Madrid ante el Madrid CFF en 2018

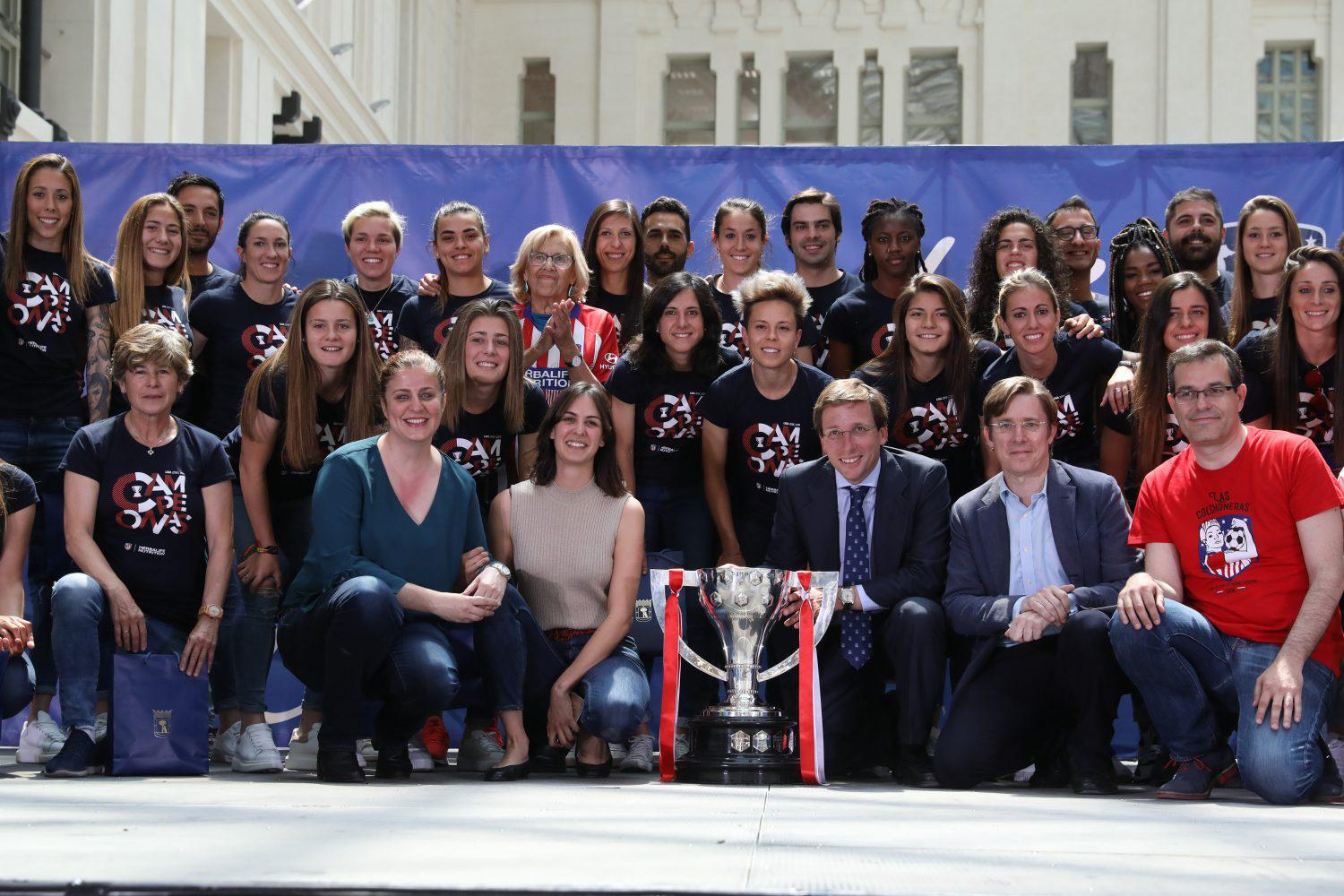
La alcaldesa recibe al equipo femenino del Atlético de Madrid ganador de la Liga Iberdrola 2019

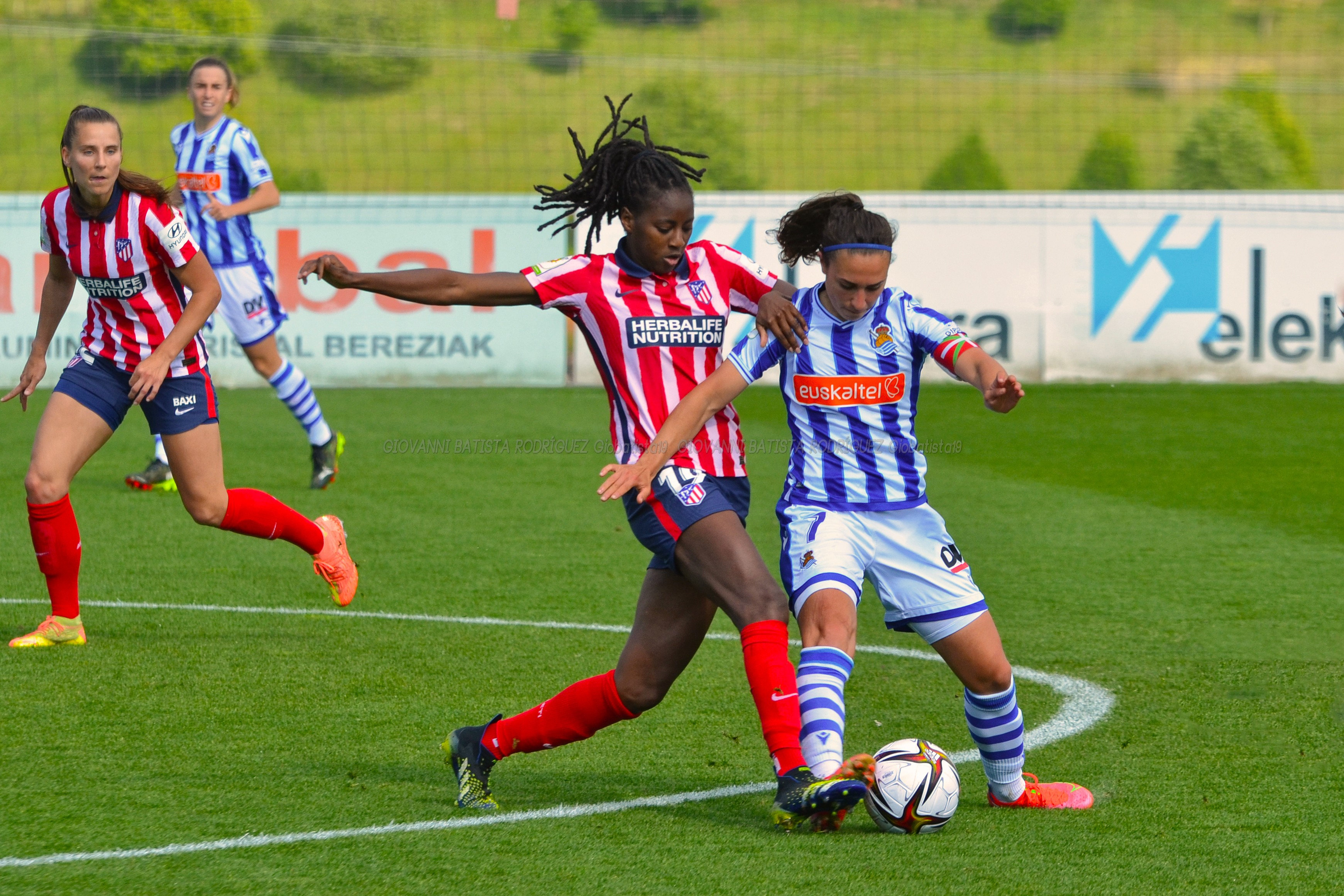
Tounkara con el Atlético de Madrid

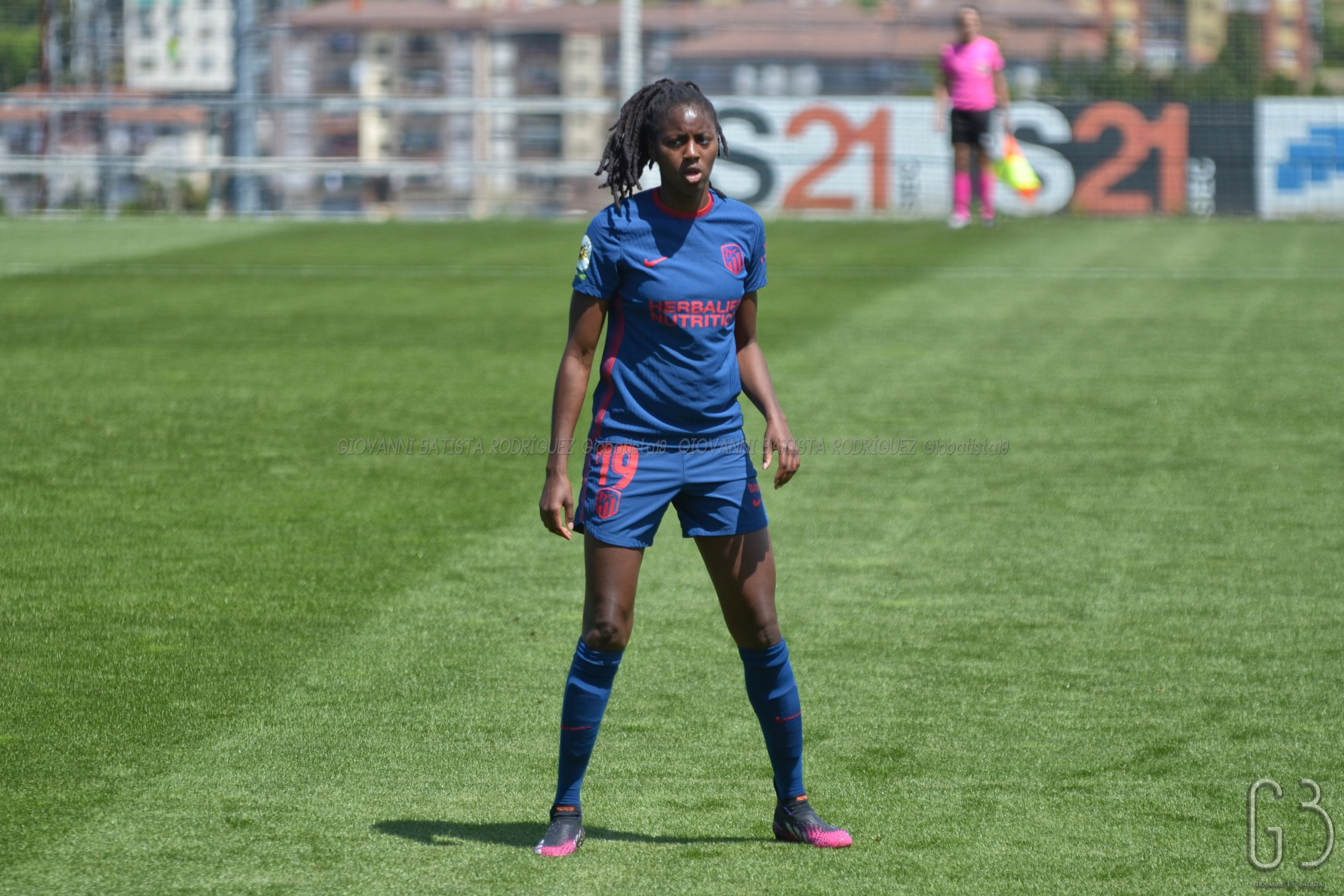
Tounkara con el Atlético de Madrid

El 21 de julio de 2018 el Atlético de Madrid hizo oficial su fichaje. Tras la recuperación de su lesión empezó como suplente en el equipo, debutando en la victoria por 6 a 0 en casa ante el EDF Logroño. Poco a poco fue entrando en los planes de Sánchez Vera hasta ser titular habitual. Marcó su primer gol ante el Athletic de Bilbao el 5 de enero de 2019. Volvió a marcar ante el Valencia y el 5 de mayo logró su primer campeonato de Liga. Disputó la final de la Copa de la Reina, torneo, en el que el Atlético cayó ante la Real Sociedad.
En verano de 2019 anunció la ampliación de su contrato con el Atlético de Madrid hasta 2022. En la primera jornada de liga de la temporada 2019-20 marcó el único gol del partido sobre el Sporting de Huelva en el Estadio Nuevo Colombino. En la tercera jornada de Liga ante el Barcelona cometió un penalti al tocar la pelota con la mano tras caer fruto de un forcejeo con una rival y posteriormente fue expulsada tras volver a ser amonestada. El Atlético acabó perdiendo 6-1. Fue elegida en el once ideal por el Diario Marca en las jornadas 1 y 6 y en las jornadas 8 y 16 por el patrocinador del torneo, Iberdrola, que también la nombró en el equipo ideal del año 2019. Jugó 20 partidos de liga, perdiéndose sólo uno por sanción y siendo titular en 19 de ellos, antes de que se suspendiera con motivo de la pandemia del Covid-19 y quedando subcampeona del torneo. Disputó la semifinal la Supercopa en la que cayeron derrotadas por el F. C. Barcelona y el partido de octavos de final de la Copa de la Reina ante el Betis en el que pasaron las sevillanas al vencer en la tanda de penaltis.
En la temporada 2020-21 empezó siendo titular, pero el fallecimiento de su madre y su posterior contagio por Covid-19 le hicieron perderse algunos encuentros. El 15 de diciembre de 2020 marcó su primer gol en la Liga de Campeones en la vuelta de los dieciseisavos de final ante el Servette, partido que concluyó con victoria rojiblanca por 5-0 y sellando su pase a octavos de final.
En la temporada 2021-22 no recuperó la titularidad y jugó de manera irregular. Acabaron la temporada en cuarta posición a un punto de la tercera plaza que daba el último cupo para disputar la Liga de Campeones. Fueron finalistas en la Supercopa, en la que perdieron ante el F. C. Barcelona. En la Copa de la Reina el equipo cayó en octavos de final ante el Sporting de Huelva. A final de temporada se anunció que no seguiría en el equipo.

## Selección nacional
Tounkara es internacional con absoluta Francia y ha jugado en sus categorías inferiores.
Debutó con la Sub-16 el 4 de julio de 2011 ante Noruega.
Con la Sub-17 debutó el 28 de febrero de 2012 ante Suiza. Participó en el Europeo de 2012 en el que jugó la semifinal y final y en la que Francia fue subcampeona al caer por penaltis ante Alemania. También disputó el Mundial de 2012, en el que Tounkara fue titular en cinco de los seis encuentros, incluyendo la final en la que Francia se proclamó campeona del mundo al vencer por penaltis a Corea del Norte.
Con la Sub-19 debutó el 6 de marzo de 2013 ante Italia. Ese mismo año disputó el Europeo de 2013, disputando cuatro de los cinco partidos de la fase final, en el que Francia venció a Inglaterra en la final.
Con la Sub-20 debutó el 10 de junio de 2014 ante Estados Unidos. En agosto de ese mismo año disputó el Mundial de Canadá, en el que fue nombrada una de las mejores defensas del campeonato y en el que Francia terminó en tercera posición gracias a un gol suyo en el minuto 79 del partido por el tercer y cuarto puesto ante Corea del Norte.
Tounkara ha jugado en la selección B de Francia cuatro encuentros entre marzo de 2015 y abril de 2016 y dio el salto a la selección absoluta el 20 de septiembre de 2016 en la victoria por 6 a 0 en casa ante Albania en partido válido para la clasificación para la Eurocopa de 2017. Con la selección absoluta fue convocada para jugar la Eurocopa de 2017 pero no disputó ningún minuto en el torneo. El 7 de marzo de 2018 Tounkara sufrió una doble fractura de tibia en su pierna izquierda mientras jugaba con la selección francesa ante Alemania en la SheBelieves Cup.
El 2 de mayo de 2019 la seleccionadora nacional, Corinne Diacre, dio la lista de las 23 convocadas de Francia para el Mundial y Tounkara fue una de las elegidas. En el torneo no disputó ningún encuentro y Francia alcanzó los octavos de final.
En 2020 jugó habitualmente en los partidos amistosos de su selección y participó en 2 encuentros para la clasificación para la Eurocopa. En 2021 jugó los primeros partido de la fase de clasificación para el Mundial de 2023, y marcó un doblete en la goleada por 11-0 sobre Estonia.

## Estadísticas

### Clubes
Actualizado al último partido jugado el 8 de mayo de 2022.
| Temporada                    | Equipo                       | Liga                         | Liga     | Liga  | Copa nacional | Copa nacional | UWCL     | UWCL  | Otras copas | Otras copas | Total    | Total |
| Temporada                    | Equipo                       | Comp                         | Partidos | Goles | Partidos      | Goles         | Partidos | Goles | Partidos    | Goles       | Partidos | Goles |
| ---------------------------- | ---------------------------- | ---------------------------- | -------- | ----- | ------------- | ------------- | -------- | ----- | ----------- | ----------- | -------- | ----- |
| 2011-2012                    | FCF Juvisy                   | D1                           | 3        | 0     | -             | -             | -        | -     | -           | -           | 3        | 0     |
| 2012-2013                    | FCF Juvisy                   | D1                           | 10       | 0     | -             | -             | 2        | 0     | -           | -           | 12       | 0     |
| 2013-2014                    | FCF Juvisy                   | D1                           | 10       | 3     | 1             | 0             | -        | -     | -           | -           | 11       | 3     |
| 2014-2015                    | FCF Juvisy                   | D1                           | 19       | 0     | 3             | 1             | -        | -     | -           | -           | 22       | 1     |
| 2015-2016                    | FCF Juvisy                   | D1                           | 19       | 0     | 2             | 0             | -        | -     | -           | -           | 21       | 0     |
| 2016-2017                    | FCF Juvisy                   | D1                           | 20       | 0     | 3             | 0             | -        | -     | -           | -           | 23       | 0     |
| 2017-2018                    | Paris FC                     | D1                           | 6        | 0     | 1             | 0             | -        | -     | -           | -           | 7        | 0     |
| Total FCF Juivisy / Paris FC | Total FCF Juivisy / Paris FC | Total FCF Juivisy / Paris FC | 87       | 3     | 10            | 1             | 2        | 0     | -           | -           | 99       | 4     |
| 2018-19                      | Atlético de Madrid           | Primera División             | 22       | 2     | 4             | 0             | 3        | 0     | -           | -           | 29       | 2     |
| 2019-20                      | Atlético de Madrid           | Primera División             | 20       | 1     | 2             | 0             | 5        | 0     | -           | -           | 27       | 1     |
| 2020-21                      | Atlético de Madrid           | Primera División             | 26       | 1     | 3             | 0             | 3        | 1     |             |             | 32       | 2     |
| 2021-22                      | Atlético de Madrid           | Primera División             | 15       | 2     | 2             | 0             | -        | -     | -           | -           | 17       | 2     |
| Total Atlético de Madrid     | Total Atlético de Madrid     | Total Atlético de Madrid     | 83       | 6     | 11            | 0             | 11       | 1     | -           | -           | 105      | 7     |
| Total carrera                | Total carrera                | Total carrera                | 140      | 9     | 21            | 1             | 13       | 1     | 0           | 0           | 204      | 11    |

### Selecciones
Actualizado al último partido jugado el 25 de junio de 2022.
| Selecciones                                                                                                | 'Temporada    | Europeo(4) | Europeo(4) | Europeo(4) | Mundial (4) | Mundial (4) | Mundial (4) | Amistosos | Amistosos | Amistosos | Total | Total | Total  | Media goleadora |
| Selecciones                                                                                                | 'Temporada    | Part.      | Goles      | Asist.     | Part.       | Goles       | Asist.      | Part.     | Goles     | Asist.    | Part. | Goles | Asist. | Media goleadora |
| --- | ------------- | ---------- | ---------- | ---------- | ----------- | ----------- | ----------- | --------- | --------- | --------- | ----- | ----- | ------ | --------------- |
| Sub-16 | 2011          |            |            |            |             |             |             | 3         | 0         | 0         | 3     | 0     | 0      | 0,00            |
| Sub-16 | Total         | 0          | 0          | 0          | 0           | 0           | 0           | 3         | 0         | 0         | 3     | 0     | 0      | 0,00            |
| Sub-17 | 2012          | 5          | 0          | 0          | 5           | 0           | 0           | 4         | 0         | 0         | 14    | 0     | 0      | 0,00            |
| Sub-17 | Total         | 5          | 0          | 0          | 5           | 0           | 0           | 4         | 0         | 0         | 14    | 0     | 0      | 0,00            |
| Sub-19 | 2013          | 8          | 0          | 0          |             |             |             | 3         | 0         | 0         | 11    | 0     | 0      | 0,00            |
| Sub-19 | 2014          | 3          | 0          | 0          |             |             |             | 3         | 0         | 0         | 6     | 0     | 0      | 0,00            |
| Sub-19 | Total         | 11         | 0          | 0          | 0           | 0           | 0           | 6         | 0         | 0         | 17    | 0     | 0      | 0,00            |
| Sub-20 | 2014          |            |            |            | 5           | 1           | 0           | 2         | 0         | 0         | 7     | 1     | 0      | 0,14            |
| Sub-20 | Total         | 0          | 0          | 0          | 5           | 1           | 0           | 2         | 0         | 0         | 7     | 1     | 0      | 0,14            |
| Abs B | 2015          |            |            |            |             |             |             | 3         | 0         | 0         | 3     | 0     | 0      | 0,00            |
| Abs B | 2016          |            |            |            |             |             |             | 1         | 0         | 0         | 1     | 0     | 0      | 0,00            |
| Abs B | Total         | 0          | 0          | 0          | 0           | 0           | 0           | 4         | 0         | 0         | 4     | 0     | 0      | 0,00            |
| Abs | 2016          | 1          | 0          | 0          |             |             |             |           |           |           | 1     | 0     | 0      | 0,00            |
| Abs | 2017          |            |            |            |             |             |             | 3         | 0         | 0         | 3     | 0     | 0      | 0,00            |
| Abs | 2018          |            |            |            |             |             |             | 3         | 0         | 0         | 3     | 0     | 0      | 0,00            |
| Abs | 2019          |            |            |            |             |             |             | 7         | 0         | 0         | 7     | 0     | 0      | 0,00            |
| Abs | 2020          | 2          | 0          | 0          |             |             |             | 2         | 0         | 0         | 4     | 0     | 0      | 0,00            |
| Abs | 2021          |            |            |            | 6           | 2           | 0           | 5         | 0         | 0         | 11    | 2     | 0      | 0,22            |
| Abs | 2022          |            |            |            | 1           | 0           | 0           | 2         | 0         | 0         | 3     | 0     | 0      | 0               |
| Abs | Total         | 3          | 0          | 0          | 7           | 2           | 0           | 23        | 0         | 0         | 32    | 2     | 0      | 0,07            |
| Total carrera                                                                                              | Total carrera | 19         | 0          | 0          | 16          | 3           | 0           | 42        | 0         | 0         | 76    | 3     | 0      | 0,04            |
| (4) Se incluyen partidos en fases clasificatorias, no incluye Torneo de Exentos ni Torneo Desarrollo UEFA. |               |            |            |            |             |             |             |           |           |           |       |       |        |                 |

#### Participaciones en fases finales
| Competición      | Categoría | Sede         | Resultado       | Partidos | Goles |
| ---------------- | --------- | ------------ | --------------- | -------- | ----- |
| Europeo de 2012  | Sub-17    | Suiza        | Subcampeona     | 2        | 0     |
| Mundial de 2012  | Sub-17    | Azerbaiyán   | Campeona        | 5        | 0     |
| Europeo de 2013  | Sub-19    | Gales        | Campeona        | 4        | 0     |
| Mundial de 2014  | Sub-20    | Canadá       | Tercera         | 5        | 1     |
| Eurocopa de 2017 | Abs       | Países Bajos | Cuartofinalista | 0        | 0     |
| Mundial de 2019  | Abs       | Francia      | Cuartofinalista | 0        | 0     |
| Total            | –         | –            | –               | 16       | 1     |

## Palmarés

### Campeonatos nacionales
| Título              | Club               | País   | Año       |
| ------------------- | ------------------ | ------ | --------- |
| Primera División    | Atlético de Madrid | España | 2018-2019 |
| Supercopa de España | Atlético de Madrid | España | 2021      |

### Campeonatos internacionales
| Título           | Equipo               | Sede           | Año  |
| ---------------- | -------------------- | -------------- | ---- |
| Mundial Sub-17   | Selección de Francia | Azerbaiyán     | 2012 |
| Europeo Sub-19   | Selección de Francia | Suiza          | 2013 |
| Copa SheBelieves | Selección de Francia | Estados Unidos | 2017 |

### Distinciones individuales
| Distinción                                                  | Año  |
| ----------------------------------------------------------- | ---- |
| All Star del Mundial Sub-20                                 | 2014 |
| Once ideal de Marca en la Jornada 1 de la Primera Iberdrola | 2019 |
| Once ideal de Marca en la Jornada 6 de la Primera Iberdrola | 2019 |
| Once Ideal Primera Iberdrola 2019                           | 2019 |
| Once ideal de las Jornadas 8 y 16 de la Primera Iberdrola   | 2019 |